# Museo Dalí
Il Teatro-Museo Dalí (in catalano Teatre-Museu Dalí) si trova a Figueres, città natale dell'artista catalano Salvador Dalí.
Il museo è stato progettato e creato da Dalí e costituisce di per sé l'oggetto surrealista più grande del mondo. Meta di numerosissimi turisti e amanti dell'arte, nel 2018 ha ricevuto 1.105.169 visitatori posizionandosi per un altro anno, tra i musei più visitati della Catalogna e dell'intera Spagna. 
Insieme alla Casa-Museo Salvador Dalí di Port Lligat e al Castello Gala Dalí di Púbol, il Teatro-Museo Dalí i Figueres forma il cosiddetto Triangolo daliniano.

## Storia
Salvador Dalí definí il suo museo come un labirinto e soprattutto come "un museo assolutamente teatrale", ed effettivamente il museo sorge sulle rovine di quello che era l'antico teatro municipale della città, distrutto in un incendio nel 1939, alla fine della guerra civile spagnola. Sui resti dell'antico teatro, che aveva ospitato la prima mostra pubblica di opere del pittore quando ancora era un ragazzo,  Salvador Dalí decise di disegnare e costruire quello che sarebbe diventato il più grande oggetto surrealista del mondo e il più importante centro espositivo delle sue opere. Il processo vero e proprio di creazione del Teatro-Museo cominciò nel 1961, e nel 1964 il pittore dichiarò alla rivista Time l'intenzione di cominciare i lavori con l'installazione di una cupola reticolare di Richard Buckminster Fuller che avrebbe sormontato quello che era stato il palcoscenico dell'antico teatro. Alla fine, la costruzione della cupola geodetica, simbolo riconosciuto del Museo Dalí, fu affidata all'architetto Emilio Pérez Piñero. Altri noti architetti collaborarono attivamente al progetto di Dalí: per esempio il designer e architetto Óscar Tusquets disegnò con Dalí la Sala Mae West.
Il museo venne inaugurato il 28 settembre 1974, con una celebrazione che coinvolse tutta la città di Figueres. Durante gli anni successivi il museo continuò a crescere e a modificarsi come un organismo vivente, sotto la direzione del suo creatore che lavorò a questo grande progetto fino al 1989, anno della sua morte.
La direttrice del museo, dal 16 novembre 2015, è Montse Aguer Teixidor, che ha sostituito l'artista e amico di Salvador Dalí, Antoni Pitxot, defunto il 12 giugno dello stesso anno.

## Percorso espositivo
Il Museo Dalí si compone di tre spazi museali ben differenziati:
- Lo spazio originale formato dall'antico Teatro Municipale è un insieme formato da un unico oggetto artistico nel quale ogni elemento è una parte inseparabile dal resto: una creazione dell'artista che si mantiene tale e quale Dalí la progettò.
- Le nuove sale, dalla cripta, nella quale è sepolto l'artista per sua volontà, fino alle sale della nota Torre di Galatea, edificio acquisito nel 1981 e battezzato con questo nome da Dalí in onore di sua moglie Gala. Dalí visse nella Torre di Galatea dal 1984 fino al 1989. Prima di trasferirsi, il pittore lavorò al disegno della facciata sulla quale fino a oggi si possono vedere due dei simboli daliniani più conosciuti: il pane e l'uovo. In questo stesso edificio, nel 1990 si aprì un ampliamento del Teatro-Museo, nella quale si esponevano soprattutto le sue ultime opere, dal 1979 al 1983. In queste nuove sale negli ultimi anni vengono utilizzate per le mostre temporanee della Fondazione Gala-Salvador Dalí.
- Le nuove sale, ubicate nell'edificio attiguo dell'antica Fonda Condal della città, inaugurate nel 1994. Nel 1999 la fondazione acquistò la collezione di gioielli appartenuti alla fondazione Owen-Cheatam, già esposta nel teatro-Museo nel 1973, alla presenza dell'artista. Anche qui intervenne nel disegno dello spazio l'architetto Oscar Tusquets. Vi sono tuttora esposti i gioielli disegnati da Dalì, con gli studi preparatori corrispondenti, e l'imponente opera L'apoteosi del dollaro del 1965.

### Cortile
Al posto dell'antica platea del Teatro-Municipale di Figueres si trova un giardino a cielo aperto, con al centro l'installazione della Cadillac Piovosa. 
Sulle pareti che delimitano l'antico teatro, dei manichini dorati danno il benvenuto ai visitatori. Figure grottesche, che ricordano l'atmosfera del Parco dei Mostri di Bomarzo, e fontanili "metafisici" che somigliano ad angeli decorano le parti a semicerchio dell'antico teatro e introducono lo spettatore al mondo onirico di Salvador Dalí. Gala, la musa di Dalí, è presente in questo giardino nelle quattro aiuole a forma di "G" che circondano la Cadillac.

### Cupola

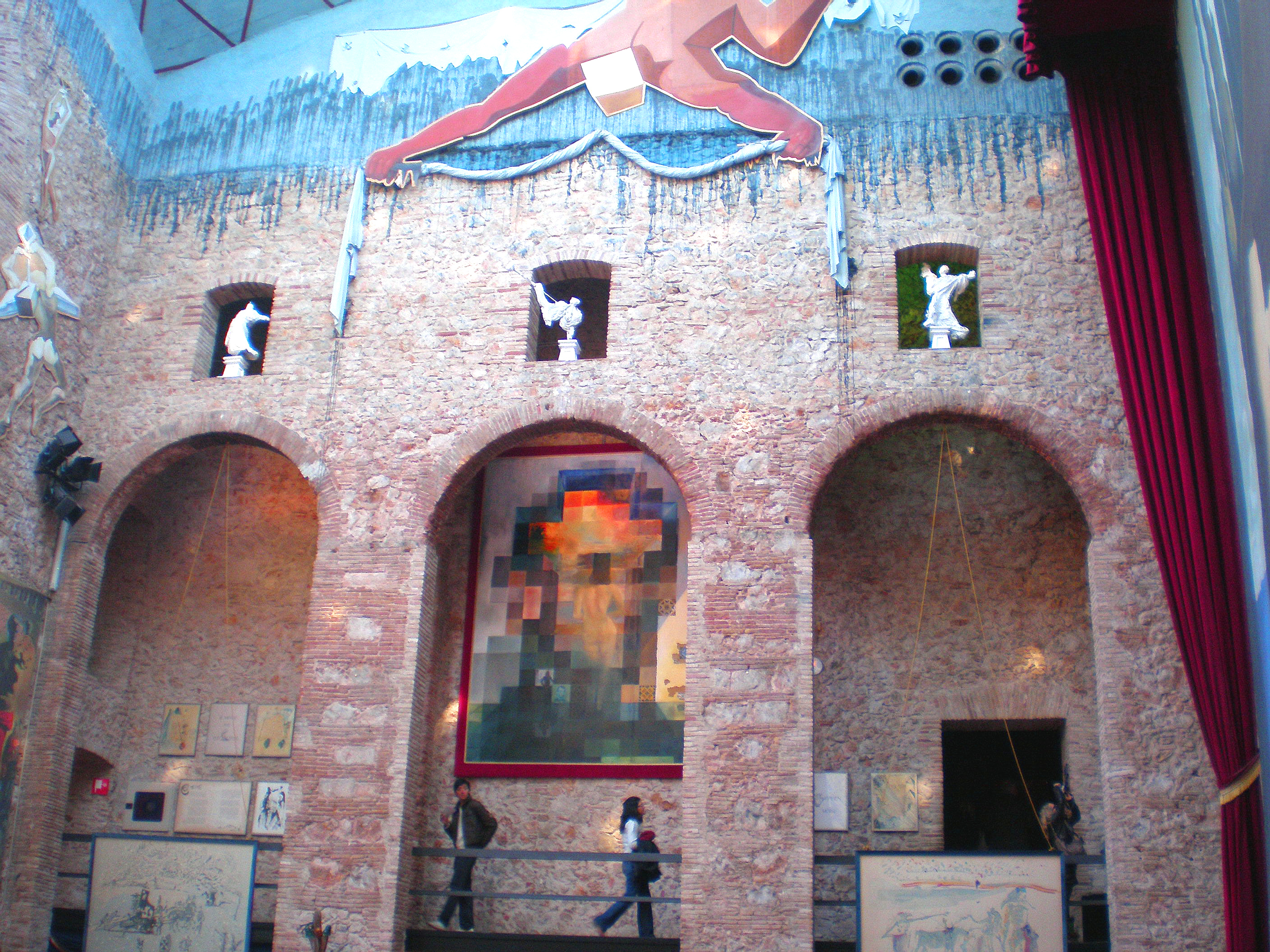
Sala della Cupola del Museo Dalí

Si tratta probabilmente della sala più spettacolare del museo, che occupa quello che era il palcoscenico dell'antico Teatro Municipale. La sala è sormontata dalla cupola geodetica che è da sempre il simbolo del museo Dalí e della città di Figueres, e che di notte la cupola si illumina.
In questa sala si trovano opere chiave della carriera artistica di Dalí, come l'oleografia Gala nuda che osserva il mare mentre a 18 metri appare il presidente Lincoln, del 1975. Questo lavoro rivela un aspetto anticipatore sui tempi di Dalí, quale primo esempio dell'uso di immagini digitalizzate al posto della pittura. Allo stesso tempo, in questa sala il pittore dimostrò il suo amore per la pittura classica, in particolare italiana, con riferimenti espliciti alla volta della Cappella Sistina di Michelangelo.

### Sala del tesoro
Battezzata con questo nome dallo stesso Salvador Dalí, la sala si presenta come uno scrigno di gioielli tappezzata di velluto rosso. In un ordine volutamente non cronologico, qui Dalí collocò qui le opere più importanti del museo, che per lui rivestivano un significato particolare. Esse percorrono la carriera artistica del pittore, e mostrano le sue sperimentazioni con diversi stili figurativi. Anche qui la memoria dei classici italiani è tangibile: il dipinto Galarina, del 1945, si ispira a La Fornarina di Raffaello, come lo stesso Dalí ammise.

### Sala delle pescherie
Il nome di questa sala proviene dal fatto che, durante il periodo della rovina del teatro, un ampio spazio che includeva questa sala veniva utilizzato come mercato del pesce di Figueres.
Anche qui, come nella sala del Tesoro, il visitatore si ritrova di fronte a un insieme di opere che risalgono a diverse epoche della carriera artistica del pittore, sebbene prevalgano quelle del primo e dell'ultimo periodo.
Nella parte centrale della sala, di fronte al ritratto allegorico di Picasso, Ritratto di Pablo Picasso nel XXI secolo (uno di una serie di ritratti di geni: Omero, Dalí, Freud, Cristoforo Colombo, Guglielmo Tell, ecc,) del 1947, si espone il conosciuto Autoritratto molle con pancetta fritta, del 1941, nel quale Dalí si rappresentò con un volto amorfo sorretto da stampelle.

### Sala Mae West
La Sala Mae West è una delle più note e apprezzate del Teatro-Museo Dalí. Qui si può ammirare l'installazione in tre dimensioni che riproduce, a partire dall'immagine bidimensionale di una gouache su carta di giornale, il Volto di Mae West utilizzabile come appartamento (1934-35 circa). Dalí portò a termine questo progetto con l'architetto Oscar Tusquets e il geometra Pedro Aldamiz. Tutto l'arredamente contribuisce a comporre, da un particolare punto di vista su un lato della stanza, il volto dell'attrice americane Mae West: gli occhi sono ingrandimenti di due quadri con vedute di Parigi, il naso è un caminetto con legna, i capelli un sipario formato da una parrucca realizzata da Lluís Llongueras ed entrata nel Guinness dei primati, le labbra sono un sofà di pelle rossa, nato da un'idea che Dalí ebbe già nel 1937 e che espose a Parigi nella boutique della stilista e amica Elsa Schiaparelli.

### Sala dei capolavori
Ancora una volta in voluto disordine cronologico, in questa sala si possono contemplare alcune opere di grandi artisti che Dalí collezionò nel tempo, insieme con alcune delle sue creazioni che il pittore definiva come "capolavori atemporali".
Opere di Dalí come il Ritratto di Gala con due costolette di agnello in equilibrio sulla spalla del 1933, sono vicine ad altri lavori di Bouguereau, El Greco, Gerrit Dou, Ernest Meissonier e Marcel Duchamp.

### Palazzo del vento
Salvador Dalí aveva una predilezione particolare per questo luogo dato che fu qui che nel 1919, a soli 14 anni, espose per la prima volta le sue opere in una mostra collettiva che riscosse molto successo nella stampa locale.
Il nome di questa sala viene dal titolo dell'impressionante soffitto dipinto che la presiede. Dalí definì quest'opera come un paradosso, perché quando la gente guarda verso l'alto vede delle nuvole, il cielo e due figure sospese, Dalí e Gala, ma che in realtà al posto del cielo c'è la terra e al posto della terra c'è il mare.
Questo enorme lavoro è costituito da cinque tele che Dalí dipinse nel suo studio di Portlligat e che, dopo averle fissate al soffitto, completò in situ grazie a un'impalcatura creata appositamente.

### Sala Loggia
Gli spazi che conformano l'insieme della Sala Loggia sono le cosiddette sale nuove. Qui la Fondazione Gala-Salvador Dalí espone alcuni giochi ottici del pittore, anamorfosi, stereoscopie e ologrammi.
Negli ultimi anni la fondazione riserva le ultime sale della Sala Loggia per mostre temporanee, che approfondiscono aspetti poco conosciuti dell'opera di Salvador Dalí, e propongono lavori di altri artisti.